# Elle me dit
«Elle me dit» (español: Ella me dice) es una canción del cantautor británico-libanés Mika, lanzado como sencillo en Francia antes de la publicación de su tercer álbum de estudio, The Origin of Love. Mika regrabó la canción en inglés bajo el título "Emily". "Emily" es incluida en la versión estándar de The Origin Of Love, mientras que "Elle me dit" es incluida como una canción bonus en la versión estándar de Francia y en la versión deluxe internacional. La canción fue lanzada el 11 de julio de 2011.

## Antecedentes
Se rumoreaba que la canción sería lanzada cuando se publicó en línea una vista previa de doce segundos el 1 de julio de 2011. Solo diez días después, fue lanzada como descarga digital por iTunes. Sin embargo su lanzamiento oficial no se produjo hasta el 26 de septiembre de 2011.

## Video musical
El video musical fue lanzado el 16 de agosto de 2011. Muestra a una familia bailando y cantando junto a la canción de forma individual, así como clips de los miembros de la familia discutiendo y comportándose con picardía. El video muestra varios actores franceses conocidos, como Fanny Ardant, Axel Huet, Patrice Pujol y Marie-Clotilde Ramos-Ibáñez, entre otros.

## Formatos
| Descarga digital |               |          |  |
| N.º              | Título        | Duración |  |
| 1.               | «Elle me dit» | 3:38     |  |

| CD sencillo |                                 |          |  |
| N.º         | Título                          | Duración |  |
| 1.          | «Elle me dit» (Radio Edit)      | 3:27     |  |
| 2.          | «Elle me dit» (Beataucue Remix) | 5:14     |  |

## Posicionamiento en listas y certificaciones
| Lista (2011)                             | Mejor posición |
| ---------------------------------------- | -------------- |
| Bélgica (Flandes) (Ultratop 50)          | 9              |
| Bélgica (Valonia) (Ultratop 50)          | 1              |
| Canadá (Canadian Hot 100)                | 43             |
| Corea del Sur (GAON)                     | 129            |
| Corea del Sur (GAON International Songs) | 7              |
| Eslovaquia (Rádio Top 100)               | 65             |
| Francia (SNEP)                           | 1              |
| Suiza (Schweizer Hitparade)              | 16             |

| País    | Organismo certificador | Certificación | Ventas |
| ------- | ---------------------- | ------------- | ------ |
| Bélgica | BRMA                   | Oro           | 10 000 |